# Ornithoctonus
Genre
Ornithoctonus est un genre d'araignées mygalomorphes de la famille des Theraphosidae.

## Distribution
Les espèces de ce genre se rencontrent en Thaïlande et en Birmanie.

## Liste des espèces
Selon World Spider Catalog (version 14.0, 2013) :
- Ornithoctonus andersoni Pocock, 1892
- Ornithoctonus aureotibialis von Wirth & Striffler, 2005
- Ornithoctonus costalis (Schmidt, 1998)

Autres
- Ornithoctonus huwena est reclassée en Cyriopagopus schmidti[3].

## Publication originale
- Pocock, 1892 : Supplementary notes on the Arachnida and Myriopoda of the Mergui Archipelago: with descriptions of some new species from Siam and Malaysia. Journal of the Linnean Society of London, vol. 24, p. 316-326 (texte intégral).